# 阿纳托利·赫拉帕季
阿纳托利·米哈伊洛维奇·赫拉帕季（俄语：Анатолий Михайлович Храпатый，1963年10月20日—2008年8月11日），苏联、哈萨克斯坦男子举重运动员。他曾代表苏联、哈萨克斯坦参加1988年、1996年和2000年夏季奥林匹克运动会举重比赛，获得一枚金牌和一枚银牌。